# Oreopsyche wockei
Oreopsyche wockei är en fjärilsart som beskrevs av Standfuss 1882. Oreopsyche wockei ingår i släktet Oreopsyche och familjen säckspinnare. Inga underarter finns listade i Catalogue of Life.